# Karl-Heinz Häse

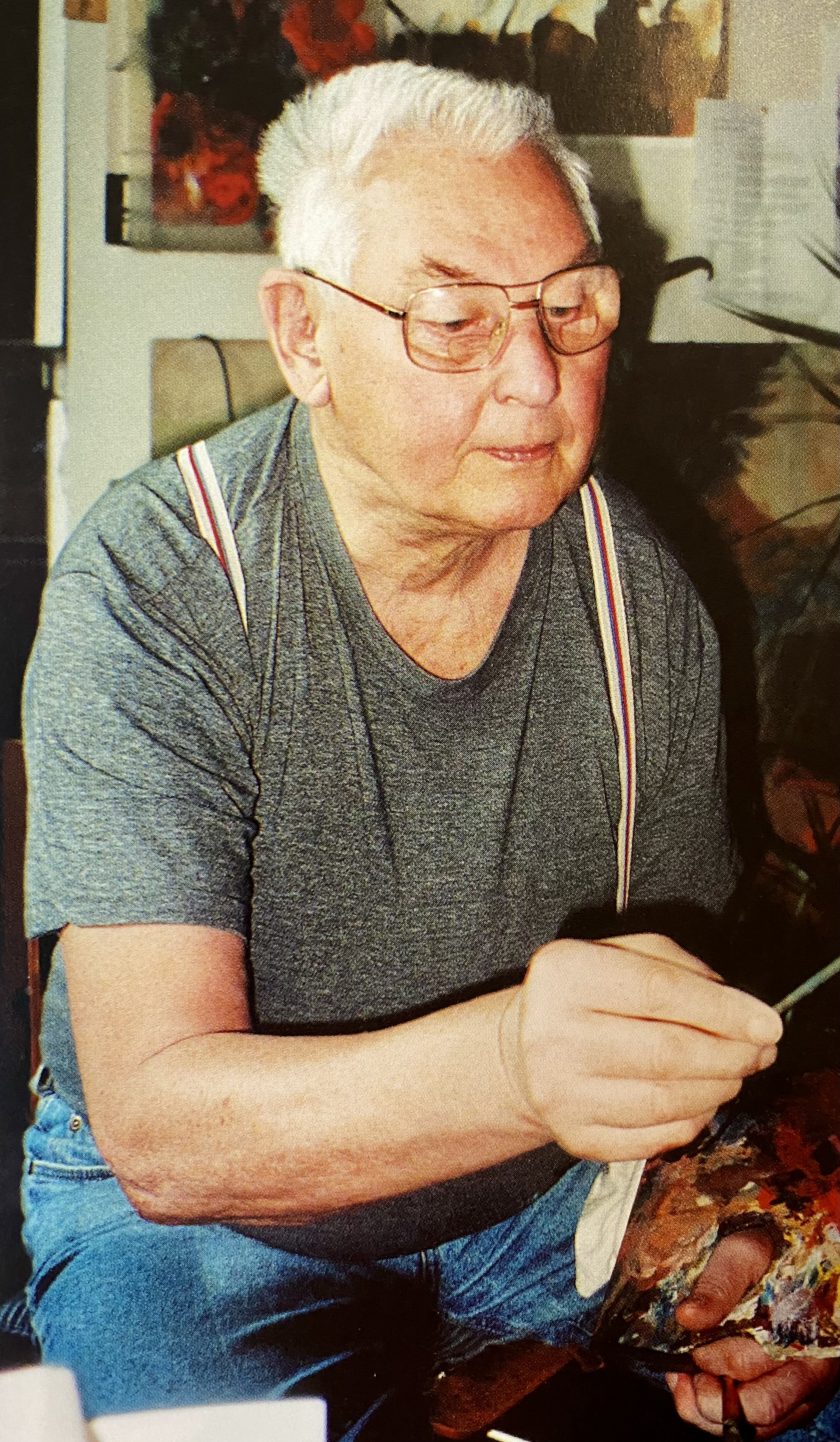
Karl-Heinz Häse (Dezember 2021)

Karl-Heinz Häse (* 9. Februar 1925 in Schkeuditz; † 26. März 2000 ebenda) war ein deutscher Maler, Graphiker und Bildhauer.

## Leben
Häse wurde als Sohn eines Schlossers in Schkeuditz geboren. Er absolvierte im Anschluss an die Grundschule von 1939 bis 1942 eine Lehre als Dekorationsmaler. Nach  bestandener Gesellenprüfung besuchte er die Meisterschule für das gestaltende Handwerk und wurde dort vom Leipziger Maler und Zeichenkünstler Curt Metze ausgebildet. Nach dem Kriegsdienst sowie der Rückkehr aus russischer Kriegsgefangenschaft absolvierte Häse von 1946 bis 1948 ein Studium an der Leipziger Fachschule für angewandte Kunst bei Max Schwimmer. Kurze Zeit später legte er die Meisterprüfung für das Malerhandwerk ab. Es folgte von 1949 bis 1953 eine Zeichen- und Fachlehrertätigkeit an verschiedenen Schulen seiner Heimatstadt Schkeuditz. Ab 1952 wandte sich Häse als Freischaffender der baugebundenen Kunst zu. Häse war bis 1990 Mitglied des Verbands Bildender Künstler der DDR.
Seine Heimatstadt Schkeuditz ehrte Häse 2019 mit der Benennung einer Straße.

## Schaffen
Karl-Heinz Häse widmete sich hauptsächlich der baugebundenen und baubezogenen Kunst. Seine Werke finden sich in  gesellschaftlichen Gebäuden, wie Schulen, Industrie- und Wirtschaftsbauten, wissenschaftlichen Institutionen, Krankenhäusern oder Postämtern. Vor allem Wandbilder gehören zu seinen wichtigsten Arbeiten. Daneben entstanden künstlerische Einzelarbeiten, besonders Metallarbeiten wie Pokale und Schmuckteller sowie der Prunkschlüssel des neuen Gewandhauses zu Leipzig. Ab 1990 rückten Malerei und Zeichnungen in Häses Schaffens-Mittelpunkt.

## Werke als Maler (Auswahl)
- Schulsekretärin V.S. (1951, Öl)[4][5]

- Flußlandschaft (1952, Öl)[6][5]

## Werkstandorte (Auswahl)
- Schkeuditz: Planetarium, Rathaus, Kreiskrankenhaus
- Leipzig: Neues Rathaus, Ingenieurschule Bauwesen
- Chemnitz: Hauptpostamt, Fernmeldezentrum

## Ausstellungen
- 1954 bis 1985: Leipzig, Teilnahme an acht Bezirkskunstausstellungen
- 1980: Dessau, Staatliches Museum Schloss Mosigkau („Kunst am Bau. Plastik, Keramik.“ Mit Elfriede Ducke und Hans-Joachim Förster)
- postum 2021: Schkeuditz, Galerie art Kapella („Schkeuditzer Kunstausstellung 1.0“; mit Edith Müller-Schkeuditz)[7]
- postum 2025: Schkeuditz, Galerie art Kapella (Ausstellung der Stadt Schkeuditz anlässlich Häses 100. Geburtstags)